# 1937
Cette page concerne l'année 1937 (MCMXXXVII en chiffres romains) du calendrier grégorien.
L'année 1937 est une année commune qui commence un vendredi.

## En bref
- 26 avril : bombardement de Guernica.
- 4 juillet : début de la seconde guerre sino-japonaise. Les villes de Pékin, Shanghai et Nankin tombent aux mains des Japonais, malgré une énergique résistance. Dès la fin de l’année, le Japon domine les côtes chinoises.

- 10 novembre : début de l’Estado Novo, dictature de Getúlio Vargas au Brésil.

## Événements

### Afrique
- 28 janvier : création de l’International Committee on African Affairs aux États-Unis (Council on African Affairs (en) en 1943)[1].

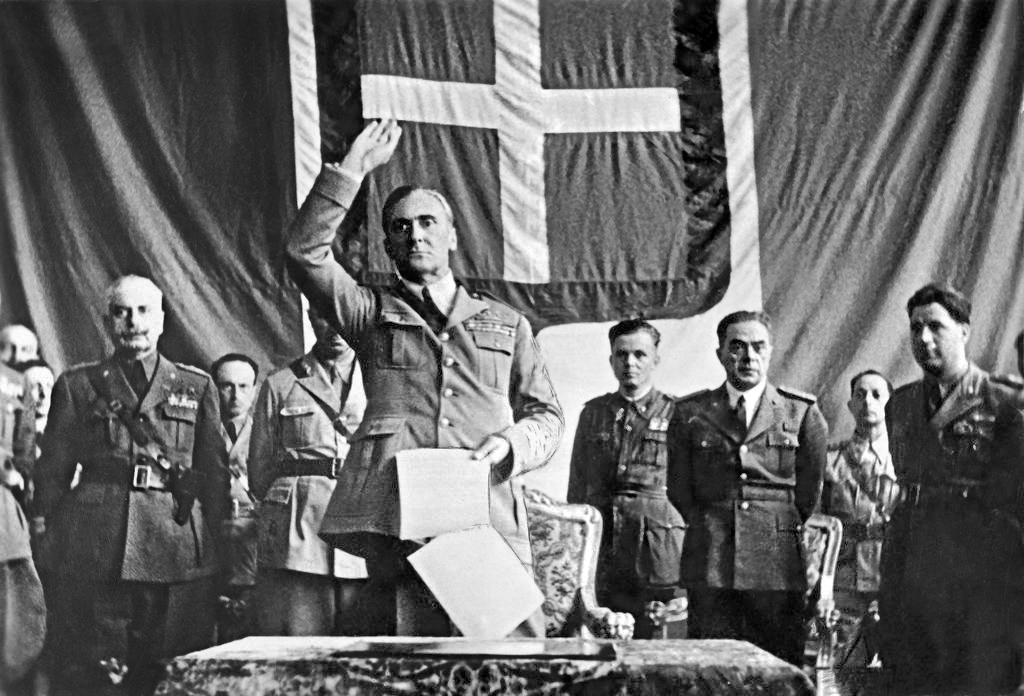
Le vice-roi d’Éthiopie Rodolfo Graziani reçoit la soumission d’aristocrates abyssins à Addis-Abeba

- 19-21 février : un attentat manqué contre le maréchal Graziani, vice-roi d’Éthiopie, aboutit au massacre d’au moins 3 000 civils éthiopiens à Addis-Abeba par les fascistes italiens[2].
- Février : ouverture de l’école normale rurale de Dabou en Côte d’Ivoire[3].

- 11 mars, Algérie : l’Étoile nord-africaine devient le Parti du peuple algérien[4].
- 11 et 20 mars, AOF : décrets du Front populaire autorisant la création de syndicats noirs en AOF[5] et leur conférant le droit de négocier des conventions collectives[6]. Un syndicat d’enseignant est créé à Dakarsous l’égide de Mamadou Konaté et Ouezzin Coulibaly[7].
- Mars : création de l’association El-Falah à Oran sous l’égide de Cheikh El Miloud Al Mahaji et de la médersa du même nom[8].
- 8 mai : création du Wydad Athletic Club .

- 21 mai : les troupes d’occupation italiennes exécutent 297 moines du monastère de Debré Libanos, en Éthiopie, puis 129 diacres cinq jours plus tard[2].
- 23 juillet : création par Allal El Fassi du parti National au Maroc, qui deviendra l’Istiqlal en 1943, parti nationaliste[9].
- Juillet : à la suite d’un article jugé séditieux intitulé « l’Africain a-t-il un Dieu ? », publié le 15 mai 1936 dans on journal l’African Morning Post, Nnamdi Azikiwe doit quitter la Gold Coast pour le Nigeria[10].
- 22 novembre : Nnamdi Azikiwe lance au Nigeria le journal West African Pilot (en) destiné à la lutte pour l’indépendance[11].

### Amérique
- 1er janvier : Somoza prend le pouvoir au Nicaragua et installe une dictature pour 45 ans[12] (1937-1947, 1950-1956).

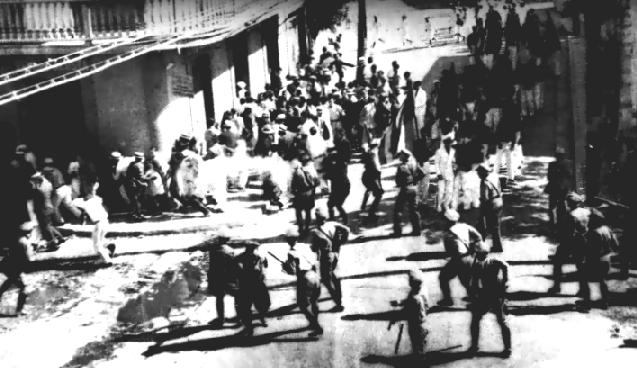
21 mars : massacre de Ponce.

- 21 mars : massacre de Ponce à Porto Rico[12].

- 13 août : une conspiration militaire provoque la chute de Rafael Franco au Paraguay. La Constitution de 1870 est rétablie et Félix Paiva assure l’intérim de la présidence[13]. Le maréchal José Félix Estigarribia, vainqueur de la guerre du Chaco, élu président en avril 1939, impose une dictature en février 1940[14].

- 2 -8 octobre : massacre de Haïtiens dit « massacre du Persil », en République dominicaine[15].

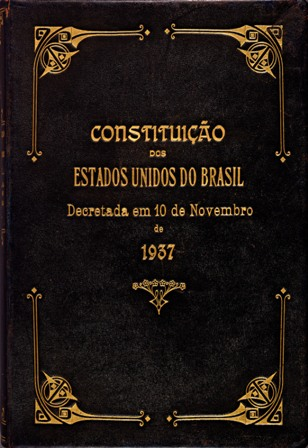
La Constitution brésilienne de 1937

- 10 novembre, Brésil : le président Getúlio Vargas, par un coup d’État présidentiel, impose une nouvelle dictature, qu’il baptise l’Estado Novo (État nouveau). Le chef du parti intégraliste Plínio Salgado se présente aux élections à la présidence contre le protégé de Vargas. Le gouverneur de São Paulo, Armando Sales de Oliveira (pt), regroupe tous les tenants de la República Velha. L’issue du scrutin paraissant incertaine, Vargas prétexte la découverte du Plan Cohen le 29 septembre, complot communiste forgé de toutes pièces, pour supprimer les élections, dissoudre le Congrès et se donner des pouvoirs dictatoriaux. C’est le début de l’Estado Novo (fin en 1945). L’État d’urgence est proclamé et une nouvelle constitution est imposé par Vargas[16]. Un plébiscite était prévu mais ne sera jamais organisé[17]. Le président légifère par décret. La presse est soumise à la censure. Une force de police spéciale est créée pour éliminer toute résistance au régime, au besoin par la torture. Les partis politiques sont dissous le 2 décembre[18]. Vargas s’appuie sur le peuple et la bourgeoisie des villes contre les grands propriétaires et réussit à neutraliser ou désarmer ceux d’entre eux qui comme coronéis locaux, lui font de l’opposition[19].
  - Vargas offre au dirigeant d’extrême droite Plínio Salgado (intégraliste) un poste au gouvernement comme ministre de l’éducation, que celui-ci refuse[16].
  - Vargas met en place un régime corporatiste directement inspiré du fascisme italien. Le mouvement ouvrier est totalement encadré par l’Estado Novo. Une bureaucratie syndicale cooptée fait son apparition et le nombre d’adhérents passe de 180 000 en 1930 à 475 000 en 1945[20].

### Asie
- Février, Inde : le Congrès national indien remporte près de la moitié des sièges aux élections. Il forme des gouvernements dans la plupart des provinces, obtenant la majorité absolue dans 6 provinces sur 11[21].
- 15 mars - 31 mai : exposition pour la paix pan-Pacifique de Nagoya[22].
- 1er avril : entrée en vigueur du Government of India Act de 1935[23]. La Birmanie est séparée de l’Empire britannique des Indes et obtient une autonomie partielle[24].

- 12 octobre : le gouvernement japonais lance un « mouvement national de mobilisation spirituelle » réunissant les organisations nationalistes[25].

- 1er décembre : le Japon reconnaît le gouvernement franquiste comme gouvernement officiel de l’Espagne[26].

#### Chine

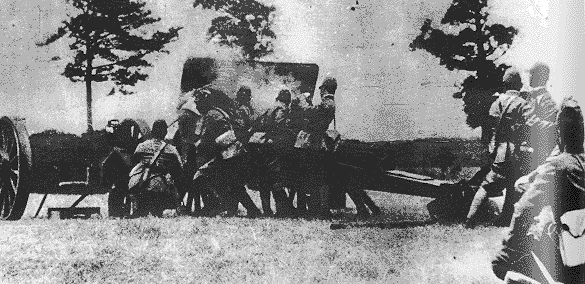
9 juillet : les Japonais bombardent la garnison chinoise de Wanping.

- 7-9 juillet : incident du pont Marco Polo, point de départ de la seconde guerre sino-japonaise[27].
- 15 juillet : ultimatum de l’empire du Japon au gouvernement de Nankin pour exiger l’indépendance du Tchakhar (Mongolie-Intérieure) et du Hebei (Pékin)[28].
- 28 juillet : le Japon envahit la Chine ; les troupes japonaises prennent Pékin, puis Tianjin deux jours plus tard. Les opérations principales suivent deux lignes de chemin de fer parallèles en direction du sud, Pékin-Hankou et Tianjin-Pukou[27].
- 29 juillet : mutinerie de Tongzhou[29].

- 13 août : début de la bataille de Shanghai[30].
- 21 août : l’Union soviétique signe un traité de non-agression avec la Chine[31].
- 26 août : des avions japonais attaquent dans la banlieue de Pékin la voiture de l’ambassadeur du Royaume-Uni, Hughe Knatchbull-Hugessen[32].

- 3 septembre : prise de Kalgan par les Japonais[30].
- 13 septembre : prise de Datong par les Japonais. Début de la bataille de Xinkou, qui tombe le 13 octobre[27].
- 22 septembre : à la demande de Staline, le Guomindang et le Parti communiste chinois s’allient pour faire front aux Japonais[33].
- 25 septembre : victoire chinoise de la Huitième armée de route à la bataille de Pingxingguan dans le Shanxi[34]. Les troupes japonaises marchent sur Taiyuan.

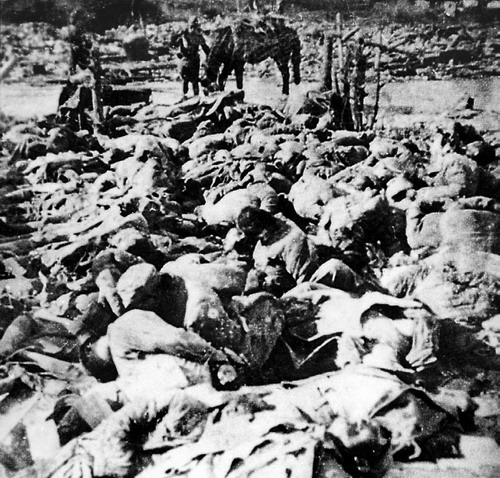
13 décembre : début du massacre de Nankin.

- 3 - 24 novembre : la conférence de Bruxelles, convoquée par la SDN, condamne l’agression japonaise en Chine[35].
- 9 novembre : prise de Taiyuan par les troupes japonaises, qui contrôlent les chemins de fer du Shanxi[27].
- 12 novembre : les troupes japonaises prennent Shanghai ; l’armée chinoise, qui a perdu 300 000 hommes, se retire vers l’Ouest[30].

- 12 décembre : la canonnière américaine Panay et la canonnière britannique Ladybird sont bombardées par l’aviation japonaise[31].
- 13 décembre : l’armée japonaise entre dans Nankin, capitale de la Chine nationaliste. Début de six semaines de massacres de prisonniers et de civils chinois, de viols et de pillages perpétrés par les hommes du général Matsui[30].
- 23 décembre : début de la bataille de Xuzhou, évacuée par les Chinois le 19 mai 1938 après des mois de dur combats[36].

### Proche-Orient
- 5 février : La Turquie est officiellement définie comme un État laïque.
- 20-21 mars : début de la révolte des Kurdes alevis menée par Seyid Riza à Dersim, avec la destruction du pont qui relie à Pah à Kahmut ; elle est durement réprimée par l’armée turque lors d’une série d’opérations militaires (fin en 1938)[37].

- 5 mai : Taqi Arani et 52 autres communistes iraniens sont arrêtés[38].
- 8 mai : la convention de Montreux abroge définitivement le système capitulaire en Égypte avec transfert des compétences des tribunaux consulaires aux tribunaux égyptiens[39]. Des compagnies étrangères sont égyptianisées avec instauration de quotas d’employés et de cadres égyptiens. La Compagnie du canal de Suez doit accepter une augmentation de la redevance payée à l’Égypte et un accroissement du personnel égyptien.
- 26 mai : entrée du royaume d’Égypte à la SDN[40].
- 29 mai : le sandjak d’Alexandrette est séparé de la Syrie et devient une région sous administration de la SDN[41]. Sous la pression des milieux cléricaux et coloniaux, Jamil Mardam Bey est contraint d’accepter des amendements au traité de 1936 renforçant les minorités et satisfaisant les intérêts économiques français.

- 15 juin : le roi d’Irak Ghazi Ier crée la radio d’El-Zohour , composée de trois stations, dont deux situées dans le palais royal de Bagdad, qu’il utilise pour diffuser des messages affirmant ses positions pro-nazies et son désir d’annexer le Koweït[42].
- 19 juin, Irak : les socialistes de la Jama’at al-Ahali quittent le gouvernement et leurs chefs optent pour l’exil[43].

- Juillet : révolte autonomiste à Hassaké, en Djézireh[44]. Résistance des populations de trois régions syriennes (Djézireh, Alaouites, djebel Druze) au gouvernement de Damas de 1937 à 1939[45].
- 4 juillet : convention irano-irakienne laissant le Chatt-el-Arab à l’Irak[46]. Cet accord permet la signature du traité de Sa’dabad à Téhéran entre la Turquie, l’Iran, l’Irak et l’Afghanistan le 8 juillet, qui s’engagent à ne pas s’ingérer dans les affaires intérieures des partis contractantes, à respecter les frontières établies et à ne soutenir aucun acte d’agression contre les pays membres du pacte[47].

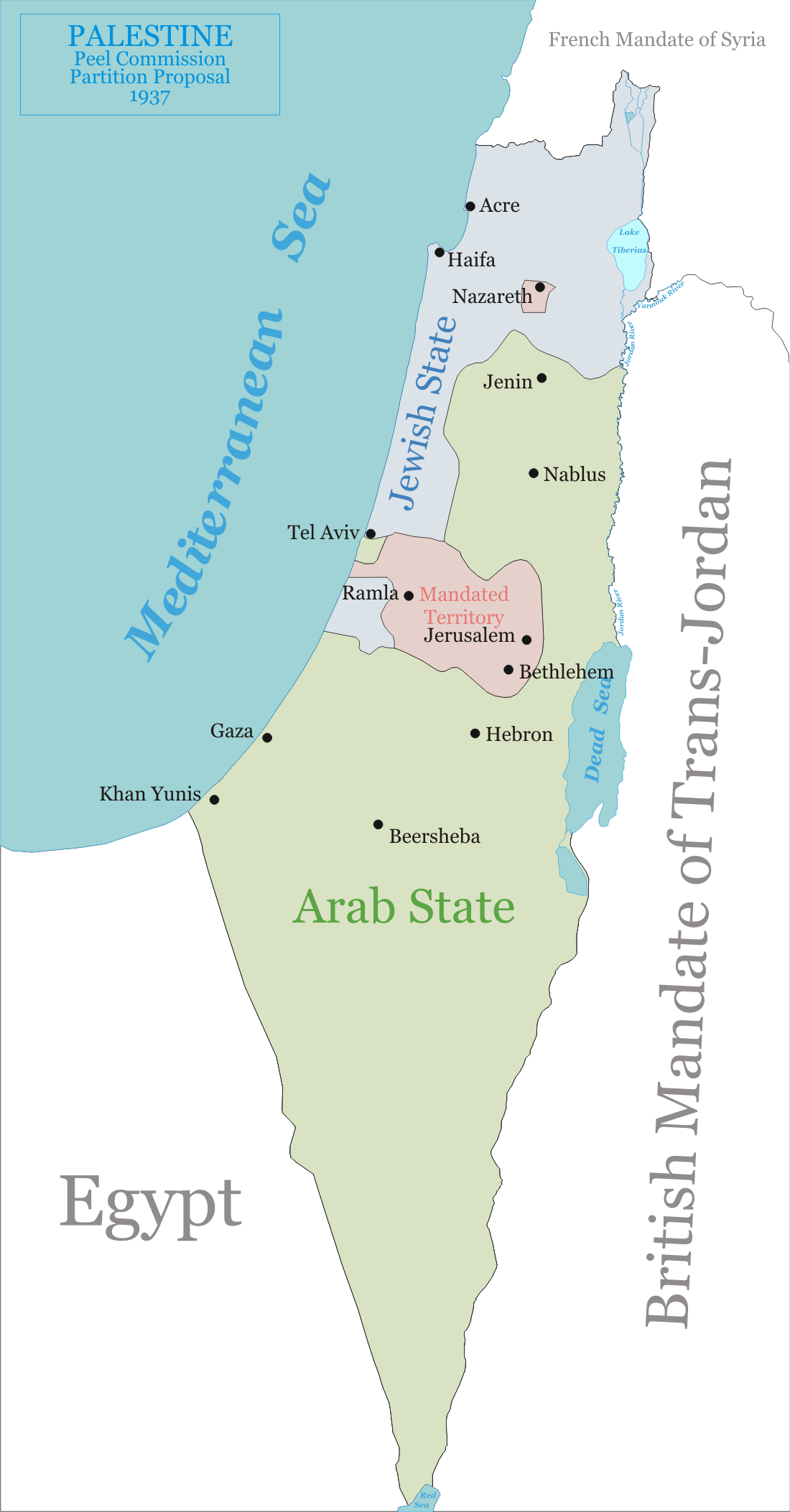
7 juillet : projet de partage de la Palestine selon la commission Peel.

- 7 juillet : rapport de la commission Peel préconisant le partage de la Palestine mandataire entre Juifs et Arabes[48].
  - Une commission d’enquête présidée par lord Peel est chargée de juger de la situation en Palestine. Son rapport est publié le 7 juillet. Il préconise un partage de la Palestine : la plus grande partie du littoral de la Galilée reviendrait aux Juifs. Au centre, un corridor reliant Jérusalem à la mer resterait sous domination britannique. Tout le reste du pays formerait un État arabe fusionnant avec la Transjordanie. Le plan Peel est refusé catégoriquement par les Arabes, qui refusent de céder aux Juifs la région la plus riche sur le plan économique. Certains modérés proposent un État unitaire palestinien, avec garantie des droits aux minorités et liberté d’immigration juive dans certaines proportions, mais le comité suprême réclame l’indépendance immédiate et l’arrêt de l’immigration. Les sionistes sont partagés, entre modérés et radicaux, qui décident d’organiser leur propre force militaire, l’Irgoun. David Ben Gourion est favorable au Plan Peel, mais de nombreux sionistes s’y opposent. Ils seront majoritaires lors du congrès sioniste de Zurich de 1937.
- 29 juillet : le roi d’Égypte Farouk Ier, qui a atteint sa majorité, prête serment à la Constitution devant l’Assemblée. Il tente d’imposer le serment islamique (Bay’a) à son investiture. Le gouvernement wafdiste s’y oppose et le souverain s’incline[49].

- 11 août, Irak : Bakr Sidqi est assassiné par des officiers arabistes à Mossoul[50].
- 17 août, Irak : le Premier ministre irakien Hikmat Sulayman (en) démissionne sous la pression de l’armée. Ghazi Ier confie le pouvoir à un ancien compagnon d’arme de Faysal, Jamil al-Madfa’i, qui amnistie les officiers responsables de l’assassinat de Bakr Sidqi[50].

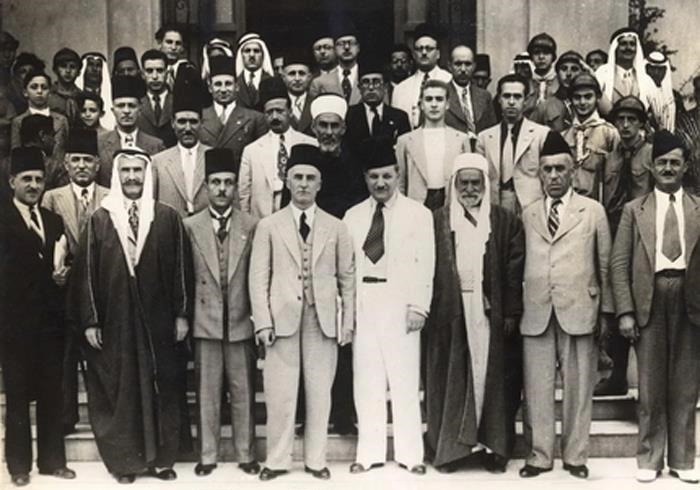
8 septembre : conférence de Bludan.

- 8 septembre[51] : les nationalistes de tous les pays arabes se réunissent au congrès de Bludan, en Syrie, afin de coordonner leur action antisioniste après le refus du plan Peel[52].
- 26 septembre : le commissaire britannique pour la Galilée, Lewis Andrews, accusé de préparer l’expulsion des Arabes de la région, est assassiné. Les britanniques dissolvent le comité suprême arabe et arrêtent plusieurs de ses membres. Le mufti est relevé de toutes ses fonctions officielles et s’enfuit au Liban (12 octobre) où il demeure en résidence surveillée[53].
  - L’agitation reprend en Palestine. Elle s’étend à travers tout le pays, particulièrement dans les régions rurales où des bandes armées attaquent les voies de communications et les implantations juives. Dans les grandes villes, les révoltés parviennent un temps à prendre le contrôle des vieux quartiers du centre-ville. Tout Arabe accusé de collusion avec les sionistes ou les Britanniques est exécuté. Les druzes palestiniens préfèrent collaborer avec les sionistes. Leurs villages sont attaqués par les musulmans. La répression des Britanniques, rejoints par une partie des notables arabes, est très dure. La loi martiale est établie[54].
- 9 novembre : cinq ouvriers agricoles juifs sont assassinés au kibboutz de Kiryat-Anavim par des Arabes ; en réaction, l’Irgoun lance une série d’attentats contre les nationalistes palestiniens[53].
- 14 novembre : « dimanche noir ». Six Arabes sont tués par l’Irgoun dans plusieurs fusillades à Jérusalem. Les autorités britanniques établissent le couvre-feu[53].
- 30 décembre : le roi Farouk Ier d’Égypte révoque le cabinet dirigé par Mustafa an-Nahhas Pasha et dissout la chambre 3 janvier 1938. Le Premier ministre d’Égypte était en conflit avec le roi sur la question de la nomination des hauts fonctionnaires. Un nouveau gouvernement est formé le 1er janvier 1938 par les libéraux-conservateurs de Muhammad Mahmoud Pasha[55],[56]. Deux fondateurs du Wafd, Ahmad Mahir et Mahmoud an-Nukrashi, font scission et fondent le groupe saadiste (3 janvier 1938)[57].

### Europe
- 6 janvier : recensement soviétique. Les résultats étant inférieurs à ceux attendus, ils sont annulés et les organisateurs arrêtés, fusillés ou déportés sur ordre de Staline[58].

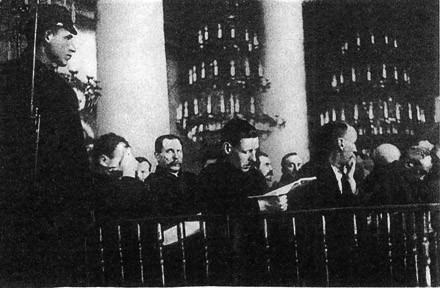
23 - 30 janvier : second procès de Moscou.

- 23 - 30 janvier : second grand « procès de Moscou »[59]. Début de la « grande terreur » (Ejovschina).
- 14 mars : encyclique Mit brennender Sorge de Pie XI « sur la situation de l’Église catholique dans l’Empire allemand », condamnant le nazisme[60]. C’est le premier document pontifical évitant le latin et adoptant, vu la gravité du sujet, une langue moderne.
- 19 mars : encyclique Divini Redemptoris de Pie XI sur le « communisme athée »[60].

- 13 avril : lancement de l’Ark Royal[61], premier grand porte-avions de la marine de guerre britannique.
- 24 avril : déclaration commune franco-britannique garantissant la neutralité belge[62].

- 1er mai : à la faveur de la crise dynastique au Royaume-Uni, l’État libre d’Irlande prend le nom gaélique d’Éire et se dote d’une Constitution adoptée par référendum le 1er juillet, qui renforce son indépendance[63].
- 12 mai : couronnement du roi George VI du Royaume-Uni[64].
- 28 mai : début du ministère de coalition de Neville Chamberlain, Premier ministre du Royaume-Uni, jusqu’en 1940[65].
- 3 juin : le duc de Windsor (ex-roi Édouard VIII), épouse Wallis Simpson pour laquelle il vient d’abdiquer du trône du Royaume-Uni[66].
- 29 juin : réfugié en Union soviétique, Béla Kun est victime des purges staliniennes avec plus de cent communistes hongrois[67].

- 30 juillet : début de l’« opération koulak » définie par l’ordre opérationnel n° 00447 du NKVD en Union soviétique. 387 000 personnes sont fusillées et 380 000 autres sont déportées au Goulag[68].

- 9-14 septembre : conférence de Nyon sur le problème de la piraterie en Méditerranée[69].

- 6 novembre : adhésion du royaume d’Italie au pacte anti-Komintern[70].

- 10 décembre : le prix Nobel de la paix est attribué au Britannique Cecil de Chelwood[71] (1864-1958), fondateur et président de l’International Peace campaign (Campagne de paix internationale).
- 12 décembre : l’Italie quitte définitivement la SDN[70].
- 12 décembre : première élections générales depuis la Révolution en Union soviétique[72]. Triomphe du parti communiste, grâce au système du candidat unique.

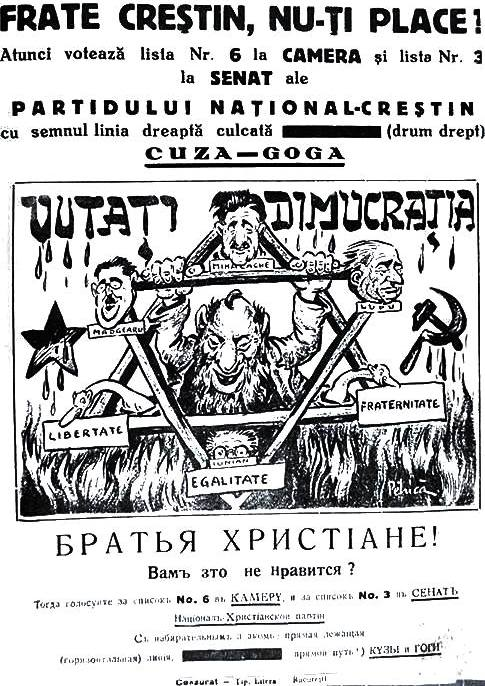
Tract électoral antisémite du Parti national chrétien, en Roumanie.

- 20 - 22 décembre : la Garde de fer, parti fasciste et antisémite de Cornelius Codreanu, remporte 15,58 % des suffrages aux élections en Roumanie et devient la troisième force politique du pays derrière le Parti national libéral (35,92%) et le Parti national paysan (20,40%)[73]. Le 27 décembre, le roi Carol II demande à Octavian Goga, du Parti national chrétien, de former un gouvernement minoritaire pour contrer la Garde de fer (fin le 11 février 1938)[74]. Des lois antisémites sont adoptées, les Juifs commencent à être victimes de pogroms.

- Le SDAP (parti socialiste) renonce à la lutte des classes et au désarmement aux Pays-Bas[75].

#### Allemagne
- 30 janvier : la loi d’habilitation de 1933 est renouvelée par le Reichstag, qui reconduit les pleins pouvoirs d'Adolf Hitler pour quatre ans[76]. Dans un discours prononcé le même jour au Reichstag, Hitler résume sa politique intérieure et étrangère, et tire le bilan des quatre premières années de son régime.

- 6 février : lancement à Hambourg de l’Admiral Hipper, premier cuirassé lourd de la marine de guerre allemande[77].
- 9 mars : déportation dans les camps de concentration de 2 000 individus accusés d’« atteinte aux bonnes mœurs » à la suite d'un ordre de Himmler du 27 février[78].

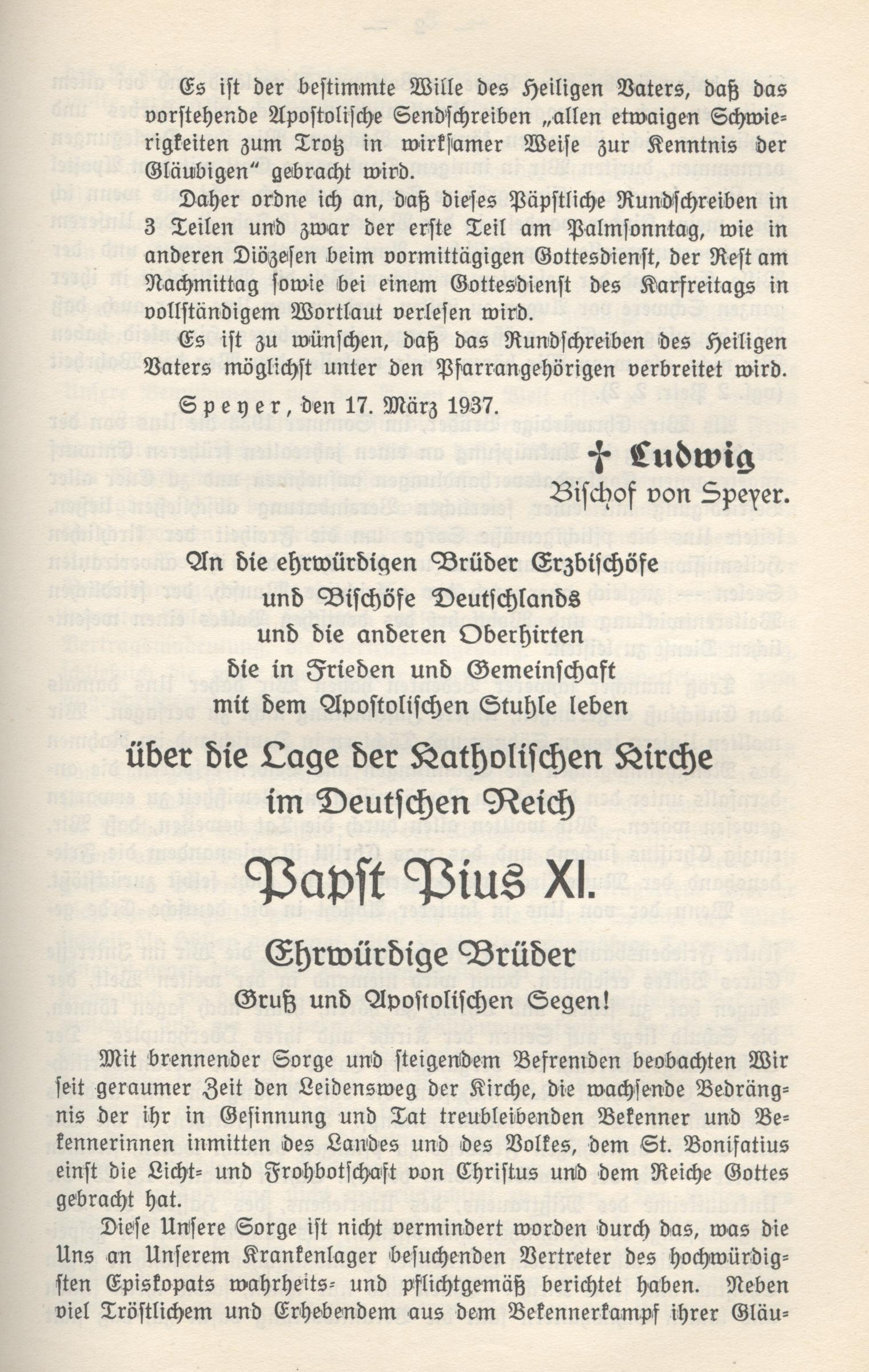
L’encyclique du 21 mars 1937

- 21 mars, Dimanche des Rameaux : lecture en chaire dans l’ensemble des églises allemandes de l’encyclique Mit brennender Sorge condamnant entre autres les persécutions religieuses, le racisme, la mainmise du parti sur les consciences dans l’Allemagne nazie[79].

- 6 mai : catastrophe du Hindenburg. Le Zeppelin s’enflamme et cause 36 morts[80].
- 12 juin : ordonnance secrète de Heydrich, prolongeant en « détention de sûreté » les peines des criminels juifs[81].
- 20 juin : lettre ouverte des Témoins de Jéhovah au peuple allemand, qui déclenche une répression accrue[82].

- 1er juillet : arrestation du pasteur Martin Niemöller. Après huit mois de détention, il passe en jugement devant le Sondergericht le 2 mars 1938 qui ne retient pas les accusations d’avoir clandestinement attaqué l’État. Libéré, il est arrêté par la Gestapo. Il restera en camp de concentration jusqu’en 1945[83]. Au cours de l’été 1937, 800 pasteurs et laïcs militants de l’Église confessante sont arrêtés[84].
- 15 juillet :
  - Reichswerke Hermann Göring, conglomérat industriel fondé par l’État pour regrouper toutes les sociétés exploitants le minerai de fer et relancer les mines abandonnées[85].
  - ouverture du camp de concentration de Buchenwald[86].
- 19 juillet : inauguration à Munich d’une exposition d’« Art dégénéré ». 650 œuvres de 118 artistes sont détruites[87].

- 5 août : par circulaire de la Gestapo, les Témoins de Jéhovah objecteurs de conscience sont placés en camp de concentration à l’issue de leur peine[88].
- 25 septembre : Mussolini rend visite à Adolf Hitler à Berlin, ce dernier lui remet l’insigne du parti nazi. Hitler est nommé Führer caporal d'honneur de la milice fasciste[89]. Mussolini donne le feu vert à Hitler pour l’Anschluss[90].
- 5 novembre : conférence secrète de Hitler, ayant donné ensuite lieu à la rédaction du protocole Hossbach, sur ses objectifs en politique étrangère [91].
- 26 novembre : Hjalmar Schacht est démis de ses fonctions de ministre des affaires économiques[92].
- 14 décembre : décret de « lutte préventive contre le crime » instituant l’arrestation préventive des « asociaux ». Il vise les mendiants, les vagabonds, les Tsiganes, les prostituées, les alcooliques atteints de maladies contagieuses[93]...
- 15 décembre : ouverture du premier camp de concentration uniquement réservé aux femmes à Lichtenburg[94].

#### Espagne
- 6 - 23 février : échec d’une nouvelle offensive franquiste sur Madrid : bataille du Jarama[95],[96].
- 8 février : prise de Malaga par les nationalistes aidés par le corps expéditionnaire italien[96]. La population s’enfuit sous la protection de l’escadrille d’André Malraux.
- 20 février : le comité de non-intervention interdit l'envoi de tout nouveau volontaire non-espagnol dans chacun des deux camps. L’ambassadeur italien à Londres Dino Grandi fait savoir que son pays ne veut pas rapatrier les volontaires déjà présents. Les forces d’intervention italienne du Corpo Truppe Volontarie comptent alors 70 000 hommes, avec un matériel considérable (763 avions, 81 blindés légers, 542 canons, 656 mortiers, 90 navires) pour soutenir Franco qui ne dispose alors que de 25 000 hommes[97].

- 6 - 24 avril : victoire des républicains à la bataille de Pozoblanco[98].
- 8 - 21 mars : bataille de Guadalajara. Défense des forces italiennes dans le secteur de Madrid[96].
- 31 mars : offensive nationaliste au Pays basque ; début des opérations en Biscaye par le bombardement de Durango[95].

- 1er avril : le bombardement de Jaén par la Légion Condor fait 159 victimes civiles[99].
- 19 avril : décret transformant la Phalange espagnole en parti unique dans la zone nationale, la Falange Española Tradicionalista y de las Juntas de Ofensiva Nacional Sindicalista, dont Franco est le président[96].

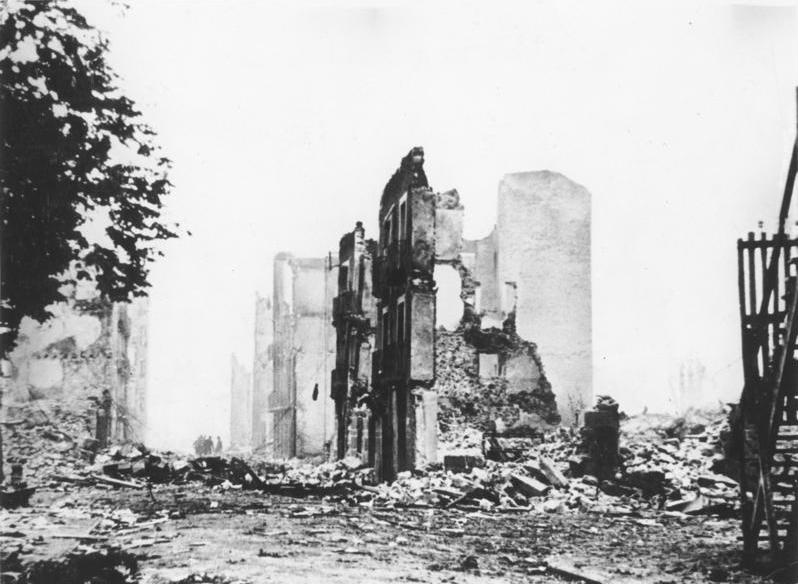
Ruines de Guernica

- 26 avril : bombardement de Guernica au Pays basque espagnol par l’aviation allemande de la légion Condor ; 1 600 morts. Commencé à 16h40 le bombardement dure trois heures et détruit entièrement la ville[95]. Ce drame inspire à Pablo Picasso un de ses plus célèbres tableaux.

- 3-8 mai : événements de mai. Lutte des militants de la CNT et du POUM à Barcelone contre la tentative par le PCE et la police de récupérer un standard téléphonique qu’ils détenaient[96].
- 6 mai : la centrale anarchiste intervient pour mettre fin à cette lutte fratricide. Le POUM est dissous, ses dirigeants arrêtés[96].
- 15 mai : Francisco Largo Caballero, hostile à la répression républicaine, quitte la direction du gouvernement. Le socialiste modéré Juan Negrín prend la tête de l’exécutif le 17 mai[96].
- 30 mai-19 juin : échec d’une offensive républicaine dans la province de Ségovie[100].
- 31 mai : bombardement d’Almería par la Kriegsmarine allemande en représailles à une attaque aérienne républicaine sur le croiseur allemand Deutschland le 29 mai[101].

- 8 juin : les Républicains attaquent Huesca[96].
- 19 juin : succès nationaliste à Bilbao[95].

- 1er juillet : la hiérarchie catholique publie une « Lettre collective » exprimant sa position dans la guerre. Elle prend officiellement position pour les nationalistes[96].
- 6 juillet : les forces républicains ouvrent des fronts à Brunete (fin le 25 juillet) ; les nationalistes contrattaquent le 18 juillet[96].

- 4 août : décret approuvant les statuts de la Phalange. L’autorité absolue de Francisco Franco, Caudillo del Movimiento est proclamée[102].
- 9 août : création du Service d’information militaire (SIM, Servicio de Información Militar) organisme de contre-espionnage républicain contrôlé par le Komintern[103].
- 10 août : dissolution par le gouvernement de Juan Negrín du Conseil d’Aragon dirigé par les anarchistes. Des unités militaires communistes conduites par Enrique Líster mettent fin à la collectivisation des terres en Aragon[104].
- 24 août - 6 septembre : les républicains ouvrent des fronts à Belchite[96].
- 26 août : les Italiens prennent Santander[95].
- 28 août : le Vatican reconnaît de facto le gouvernement nationaliste de Franco[105].

- 1er septembre : début de l’offensive des Asturies[106].
- 22 septembre : la défaite des républicains à la bataille d’El Mazuco permet aux franquistes d’entrer dans les Asturies, dernier réduit républicain, et d’avancer jusqu’à Gijón[107].

- 17-21 octobre : les franquistes finalisent la conquête des régions républicaines de la zone atlantique et prennent Gijón et Avilés. Fin de la guerre dans le Nord[96].
- 31 octobre : le gouvernement républicain est transféré à Barcelone[96].

- 15 décembre : offensive républicaine à Teruel[96].
- 22 décembre : les républicains reprennent Teruel[96].